# Szent Gellért tér (métro de Budapest)
Szent Gellért tér est une station du métro de Budapest. Elle est sur la  .

## Lieu remarquable à proximité
- Thermes Gellért